# Spartaeus
Spartaeus is een geslacht van spinnen uit de familie springspinnen (Salticidae).

## Soorten
De volgende soorten zijn bij het geslacht ingedeeld:
- Spartaeus abramovi Logunov & Azarkina, 2008
- Spartaeus bani (Ikeda, 1995)
- Spartaeus banthamus Logunov & Azarkina, 2008
- Spartaeus ellipticus Bao & Peng, 2002
- Spartaeus emeishan Zhu, Yang & Zhang, 2007
- Spartaeus jaegeri Logunov & Azarkina, 2008
- Spartaeus jianfengensis Song & Chai, 1991
- Spartaeus noctivagus Logunov & Azarkina, 2008
- Spartaeus platnicki Song, Chen & Gong, 1991
- Spartaeus spinimanus (Thorell, 1878)
- Spartaeus thailandicus Wanless, 1984
- Spartaeus uplandicus Barrion & Litsinger, 1995
- Spartaeus wildtrackii Wanless, 1987
- Spartaeus zhangi Peng & Li, 2002